# Merkenbach
Merkenbach ist ein Stadtteil von Herborn im mittelhessischen Lahn-Dill-Kreis.

## Geografische Lage
Merkenbach liegt südlich der Kernstadt. Nördlich verläuft die Bundesautobahn 45. Die im südlichen Bereich des Ortes verlaufende Landesstraße 3046 trifft an der Anschlussstelle Herborn-Süd auf die A 45 sowie die Bundesstraße 277.

## Geschichte

### Ortsgeschichte
Erstmals bekanntermaßen erwähnt wurde der Ort im Jahr 1286. Die Adligen von Dernbach besaßen damals hier einen Hof.
Im 19. Jahrhundert begann im Ort der Bergbau. Man hoffte, Gold und Silber abbauen zu können. Eine Bleierzgrube im Rehbachtal mit dem Namen „Goldhütte“ ist das bekannteste Bergwerk. 1827 wurde eine Maschinenwollspinnerei eingerichtet und zum Ende des 19. Jahrhunderts gründete die Familie Berkenhoff eine Drahtfabrik, die in moderner Form noch heute existiert.
Hessische Gebietsreform (1970–1977)
Im Zuge der Gebietsreform in Hessen wurden am 1. Januar 1977 die bis dahin selbstständige Gemeinde Merkenbach, die Stadt Herborn und weitere bis dahin selbstständigen Gemeinden durch das Gesetz zur Neugliederung des Dillkreises, der Landkreise Gießen und Wetzlar und der Stadt Gießen zur neuen Stadt Herborn zusammengeschlossen. Für den Stadtteil Merkenbach wurde, wie für die anderen nach Herborn eingegliederten Gemeinden, ein Ortsbezirk mit Ortsbeirat und Ortsvorsteher nach der Hessischen Gemeindeordnung eingerichtet.

### Verwaltungsgeschichte im Überblick
Die folgende Liste zeigt die Herrschaftsgebiete und Staaten, in denen Merkenbach lag, bzw. die Verwaltungseinheiten, denen es unterstand:
- vor 1739: Heiliges Römisches Reich, Grafschaft/Fürstentum Nassau-Dillenburg, Amt Herborn
- ab 1739: Heiliges Römisches Reich, Fürstentum Nassau-Diez, Amt Herborn
- 1806–1813: Großherzogtum Berg, Département Sieg, Arrondissement Dillenburg, Kanton Herborn
- 1813–1815: Fürstentum Nassau-Oranien, Amt Herborn
- ab 1816: Herzogtum Nassau[Anm. 1], Amt Herborn
- ab 1849: Herzogtum Nassau, Kreisamt Herborn[Anm. 2]
- ab 1854: Herzogtum Nassau, Amt Herborn
- ab 1867: Norddeutscher Bund[Anm. 3], Königreich Preußen, Provinz Hessen-Nassau, Regierungsbezirk Wiesbaden, Dillkreis[Anm. 4]
- ab 1871: Deutsches Reich, Königreich Preußen, Provinz Hessen-Nassau, Regierungsbezirk Wiesbaden, Dillkreis
- ab 1918: Deutsches Reich, Freistaat Preußen, Provinz Hessen-Nassau, Regierungsbezirk Wiesbaden, Dillkreis
- ab 1932: Deutsches Reich, Freistaat Preußen, Provinz Hessen-Nassau, Regierungsbezirk Wiesbaden, Landkreis Dillenburg
- ab 1933: Deutsches Reich, Freistaat Preußen, Provinz Hessen-Nassau, Regierungsbezirk Wiesbaden, Dillkreis
- ab 1944: Deutsches Reich, Freistaat Preußen, Provinz Nassau, Dillkreis
- ab 1945: Amerikanische Besatzungszone, Groß-Hessen, Regierungsbezirk Wiesbaden, Dillkreis
- ab 1946: Amerikanische Besatzungszone, Hessen, Regierungsbezirk Wiesbaden, Dillkreis
- ab 1949: Bundesrepublik Deutschland, Hessen, Regierungsbezirk Wiesbaden, Dillkreis
- ab 1968: Bundesrepublik Deutschland, Hessen, Regierungsbezirk Darmstadt, Dillkreis
- ab 1970: Bundesrepublik Deutschland, Hessen, Regierungsbezirk Darmstadt, Dillkreis
- ab 1977: Bundesrepublik Deutschland, Hessen, Regierungsbezirk Darmstadt, Lahn-Dill-Kreis, Stadt Herborn[Anm. 5]
- ab 1981: Bundesrepublik Deutschland, Hessen, Regierungsbezirk Gießen, Lahn-Dill-Kreis, Stadt Herborn

### Bevölkerung

#### Einwohnerentwicklung
| Merkenbach: Einwohnerzahlen von 1834 bis 2020 | Merkenbach: Einwohnerzahlen von 1834 bis 2020 | Merkenbach: Einwohnerzahlen von 1834 bis 2020 | Merkenbach: Einwohnerzahlen von 1834 bis 2020 | Merkenbach: Einwohnerzahlen von 1834 bis 2020 |
| --- | --------------------------------------------- | --------------------------------------------- | --------------------------------------------- | --------------------------------------------- |
| Jahr |                                               |                                               |                                               | Einwohner                                     |
| 1834 | 1834                                          |                                               | 364                                           | 364                                           |
| 1840 | 1840                                          |                                               | 356                                           | 356                                           |
| 1846 | 1846                                          |                                               | 351                                           | 351                                           |
| 1852 | 1852                                          |                                               | 369                                           | 369                                           |
| 1858 | 1858                                          |                                               | 363                                           | 363                                           |
| 1864 | 1864                                          |                                               | 390                                           | 390                                           |
| 1871 | 1871                                          |                                               | 424                                           | 424                                           |
| 1875 | 1875                                          |                                               | 438                                           | 438                                           |
| 1885 | 1885                                          |                                               | 491                                           | 491                                           |
| 1895 | 1895                                          |                                               | 519                                           | 519                                           |
| 1905 | 1905                                          |                                               | 615                                           | 615                                           |
| 1910 | 1910                                          |                                               | 680                                           | 680                                           |
| 1925 | 1925                                          |                                               | 721                                           | 721                                           |
| 1939 | 1939                                          |                                               | 795                                           | 795                                           |
| 1946 | 1946                                          |                                               | 990                                           | 990                                           |
| 1950 | 1950                                          |                                               | 1.009                                         | 1.009                                         |
| 1956 | 1956                                          |                                               | 1.042                                         | 1.042                                         |
| 1961 | 1961                                          |                                               | 1.194                                         | 1.194                                         |
| 1967 | 1967                                          |                                               | 1.284                                         | 1.284                                         |
| 1970 | 1970                                          |                                               | 1.303                                         | 1.303                                         |
| 1983 | 1983                                          |                                               | ?                                             | ?                                             |
| 1997 | 1997                                          |                                               | 1.652                                         | 1.652                                         |
| 1999 | 1999                                          |                                               | 1.665                                         | 1.665                                         |
| 2003 | 2003                                          |                                               | 1.681                                         | 1.681                                         |
| 2008 | 2008                                          |                                               | 1.585                                         | 1.585                                         |
| 2011 | 2011                                          |                                               | 1.539                                         | 1.539                                         |
| 2014 | 2014                                          |                                               | 1.534                                         | 1.534                                         |
| 2018 | 2018                                          |                                               | 1.426                                         | 1.426                                         |
| 2020 | 2020                                          |                                               | 1.424                                         | 1.424                                         |
| Datenquelle: Historisches Gemeindeverzeichnis für Hessen: Die Bevölkerung der Gemeinden 1834 bis 1967. Wiesbaden: Hessisches Statistisches Landesamt, 1968. Weitere Quellen: nach 1970 Stadt Herborn: Einwohnerzahlen; Zensus 2011 |                                               |                                               |                                               |                                               |

#### Religionszugehörigkeit
| • 1885: | 0484 evangelische (= 98,57 %) und 7 katholische (= 1,43 %) Einwohner    |
| • 1961: | 1050 evangelische (= 87,94 %) und 139 (= 11,64 %) katholische Einwohner |

## Politik

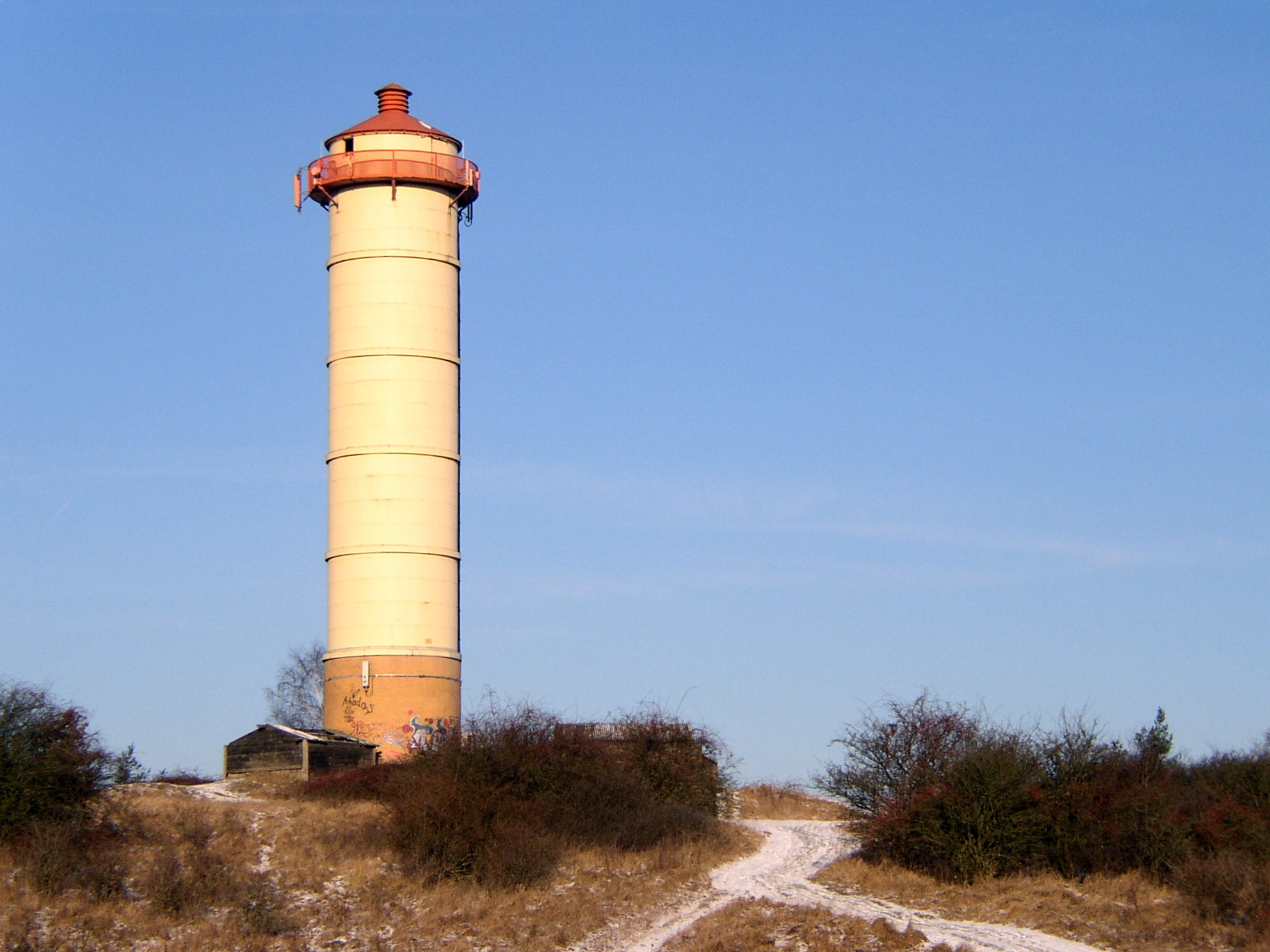
Wasserturm Merkenbach

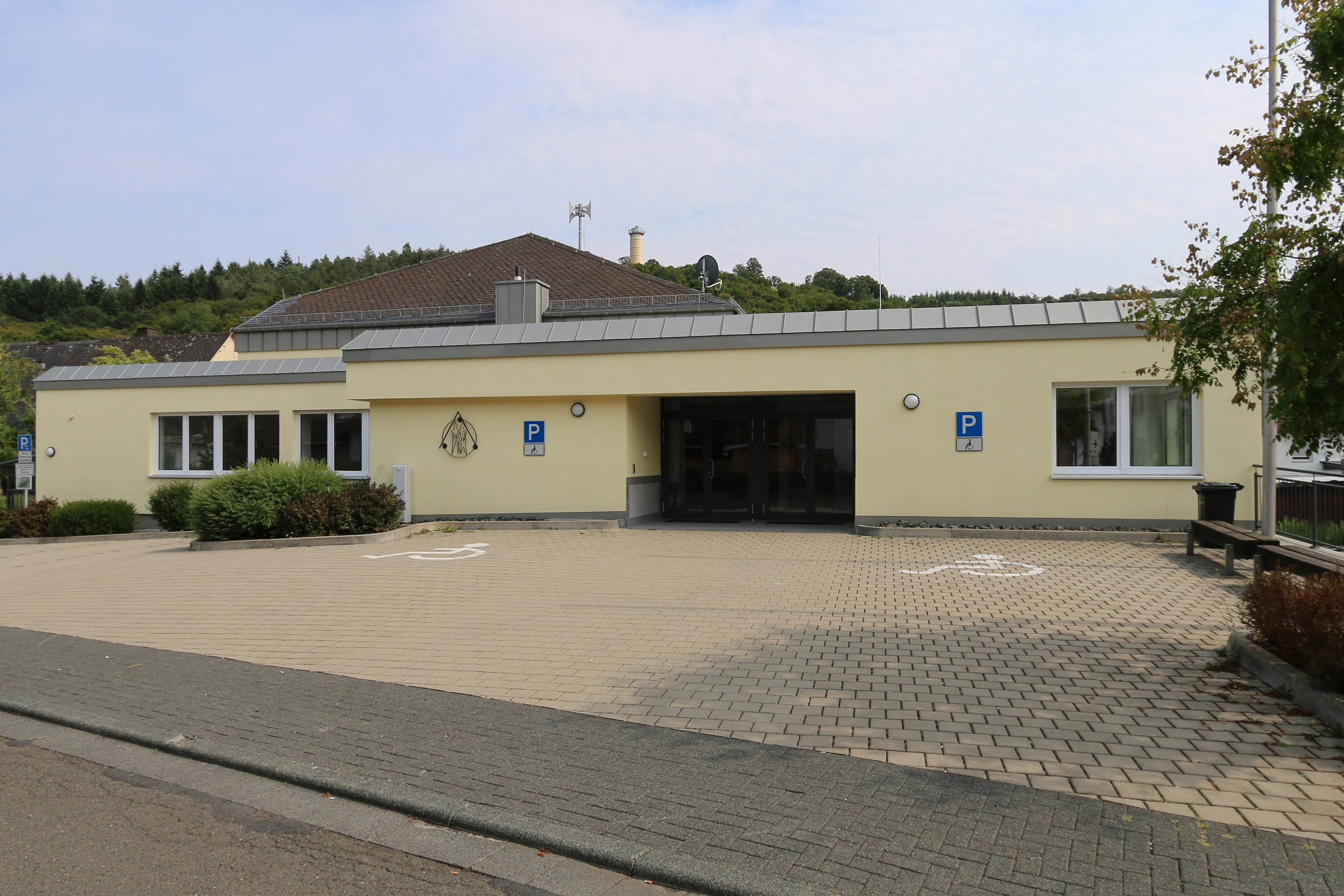
Dorfgemeinschaftshaus Merkenbach

Merkenbach hat einen Ortsbeirat mit einem Ortsvorsteher. Der Ortsbeirat besteht aus sieben Mitgliedern. Nach den Kommunalwahlen in Hessen 2021 wurde Dieter Freitag als Ortsvorsteher bestätigt.

## Kultur und Sehenswürdigkeiten
Wahrzeichen von Merkenbach ist seit 1930 der ca. 35 Meter hohe und 5,50 Meter breite Wasserturm auf dem Katzenstein, der Teil der Wasserkraftanlage Rehbachtal ist. Er ist Bestandteil des Logos einiger Ortsvereine, so z. B. des FC Wacker 1921 Merkenbach e. V. oder des Feuerwehrvereins Merkenbach e. V.

### Kulturdenkmäler
siehe Liste der Kulturdenkmäler in Merkenbach.

### TV-Präsenz
Am 5.11. präsentierte sich Merkenbach als „Dolles Dorf“ im gleichnamigen Wettbewerb des hessischen Rundfunks.

## Infrastruktur
- In Merkenbach gibt es einen städtischen Kindergarten und eine Grundschule.[13]
- Der Ort besitzt ein Dorfgemeinschaftshaus.
- Den öffentlichen Personennahverkehr stellt der RMV mit der Buslinie 502 im Rundverkehr sicher.